# Адилабад (округ)
Адилаба́д (телугу ఆదిలాబాదు జిల్లా; урду آدل آباد ضلع‎; англ. Adilabad) — округ на севере индийского штата Телангана, до 2014 года входил в юрисдикцию штата Андхра-Прадеш. Образован в 1905 году. Административный центр — город Адилабад. Площадь округа — 16 128 км². По данным всеиндийской переписи 2001 года население округа составляло 2 488 003 человека. Уровень грамотности взрослого населения составлял 52,7 %, что ниже среднеиндийского уровня (59,5 %). Доля городского населения составляла 26,5 %.